# Garbenheim
Garbenheim è una frazione della città tedesca di Wetzlar, nell'Assia.

Conta (2008) 2.081 abitanti.

## Storia
Garbenheim costituì un comune autonomo fino al 31 dicembre 1976, quando con altri 13 comuni e le città di Gießen e Wetzlar andò a formare la nuova città di Lahn, divenendone un quartiere (Stadtteil) compreso nel distretto urbano (Stadtbezirk) di Wetzlar.
Il 31 luglio 1979, a seguito delle proteste della cittadinanza, la città di Lahn fu disciolta; tuttavia Garbenheim non recuperò la propria indipendenza, ma divenne una frazione della ricostituita città di Wetzlar.